# Veritas
Veritas (Prawda) – rzymskie uosobienie (personifikacja) prawdy. 
Była córką Saturna, zaś jej córką była Cnota. Wizerunkiem Prawdy jest dziewica w białej szacie. W mitologii greckiej znana jako Aletheia.